# Abracadabra (canción de Steve Miller Band)
«Abracadabra» es una canción del grupo estadounidense de rock Steve Miller Band, escrita por Steve Miller. y lanzada en mayo de 1982 como el primer sencillo del álbum de estudio Abracadabra (1982). 
Se convirtió en un éxito mundial, llegando a las listas de éxitos y encabezando las listas en varios países de Europa, América del Norte y Oceanía. En Estados Unidos fue número 1 en el Billboard Hot 100 dos veces, en dos semanas no consecutivas y estuvo catorce semanas en el top ten de la lista. Fue la canción número 9 en la lista anual de Billboard del año 1982. "Abracadabra" figura en el número 90 en la lista Billboard Hot 100 60th Anniversary.

## Video musical
Fue dirigido por Peter Conn. Muestra a magos en una habitación blanca realizando trucos y otras ilusiones con una asistente. Dado que Steve Miller estaba de gira por Europa en ese momento y no estaba disponible para el rodaje, aparece en el video solo en una serie de fotos. Se le ve con gafas de sol o con los ojos cubiertos con una barra negra yuxtapuesta junto a imágenes de una hermosa hechicera, "La chica Abracadabra". Aparece con diferentes disfraces y actitudes; Mago de escenario, malabarista de bufandas, hechicera juguetona con ratón blanco al hombro, seductora con sombrero de copa y spandex. A veces se la ve recostada, agitando su cabello, haciendo estallar fuegos artificiales del sombrero con el toque de su varita en medio de más imágenes de Steve Miller. Dos jóvenes magos/malabaristas también aparecen en el video, a veces sin camisa. Realizan trucos y hacen desaparecer a la joven bruja. Luego se convierte en una hechicera mayor, interpretada por otra actriz, que hace un gesto dramático y luego baila un tango en pantalones cortos. El video comienza y termina con la Chica Abracadabra colocando una pelota en un paraguas giratorio, lo que sugiere la línea "Round and round and round it goes, where it stops nobody knows" ("Da vueltas y vueltas y vueltas alrededor, nadie sabe dónde se detiene").

## Posicionamiento en lista
| Lista (1982)                                 | Máxima posición |
| -------------------------------------------- | --------------- |
| Alemania (Offizielle Deutsche Charts)        | 2               |
| Australia (Kent Music Report)                | 1               |
| Austria (Ö3 Austria Top 40)                  | 1               |
| Bélgica (Flandes) (Ultratop 50)              | 2               |
| Canadá (RPM Top Singles)                     | 1               |
| Canadá (RPM Adult Contemporary)              | 1               |
| Dinamarca (Hitlisten)                        | 2               |
| España (AFYVE)                               | 1               |
| Estados Unidos (Billboard Hot 100)           | 1               |
| Estados Unidos (Adult Contemporary)          | 28              |
| Estados Unidos (Hot Dance Club Songs)        | 14              |
| Francia (IFOP)                               | 37              |
| Irlanda (IRMA)                               | 2               |
| Italia (Musica e dischi)                     | 23              |
| Noruega (VG-lista)                           | 4               |
| Nueva Zelanda (Recorded Music NZ)            | 8               |
| Países Bajos (Dutch Top 40)                  | 18              |
| Portugal (Associação Fonográfica Portuguesa) | 1               |
| Reino Unido (UK Singles Chart)               | 2               |
| Sudáfrica (Springbok)                        | 2               |
| Suecia (Sverigetopplistan)                   | 1               |
| Suiza (Schweizer Hitparade)                  | 1               |

## Versiones de otros artistas
- En 1998, la banda estadounidense Sugar Ray realizó su versión incluida en su tercer álbum 14:59 publicado en 1999; alcanzó el número 43 en la lista de música pop de Radio and Records.[26] Apareció en bandas sonoras como la de la serie televisiva Sabrina the Teenage Witch: The Album publicada en 1998.[27] Una versión remezclada de la canción apareció en la banda sonora de la película Clockstoppers de 2002.[28]

- Eagles of Death Metal realizó la suya incluida en su álbum de versiones de 2019, Eagles of Death Metal Presents Boots Electric Performing the Best Songs We Never Wrote junto a la actriz y cantante estadounidense Shawnee Smith.[29]
- En 2024 «Abracadabra» fue interpolada en la canción «Houdini» de Eminem, que debutó en el número 2 en el Billboard Hot 100.[30]